# 38431 Jeffbeck
38431 Jeffbeck è un asteroide della fascia principale. Scoperto nel 1999, presenta un'orbita caratterizzata da un semiasse maggiore pari a 2,7019872 au e da un'eccentricità di 0,1284232, inclinata di 9,97656° rispetto all'eclittica.